# Atypus wataribabaorum
Atypus wataribabaorum är en spindelart som beskrevs av Akio Tanikawa 2006. Atypus wataribabaorum ingår i släktet Atypus och familjen pungnätsspindlar. Inga underarter finns listade.